# Périorbite
La périorbite (ou fascia orbitaire) est le périoste recouvrant la face orbitaire des os constituant les cavités orbitaires.